# Dorohedoro
Dorohedoro (яп. ドロヘドロ Дорохэдоро) — манга, придуманная и нарисованная японской мангакой Кю Хаясидой. Публиковалась в ежемесячном журнале сэйнэн-манги Monthly Ikki издательства Shogakukan с ноября 2000 по сентябрь 2014 года, затем — в журнале Hibana (март 2015 — август 2017 года) и в журнале сёнэн-манги Monthly Shonen Sunday (ноябрь 2017 — сентябрь 2018 года). Всего издательством Shogakukan выпущено 23 тома, которые содержат 167 глав, не считая дополнительных. Студией MAPPA манга адаптирована в формат аниме-сериала, трансляция которого проходила с января по март 2020 года. В январе 2025 года был анонсирован второй сезон, премьера которого запланирована на 2025 год.

## Сюжет
Эта история разворачивается в двух мирах. Первый — мир магов, существ, схожих с людьми, которые способны создавать внутри своего тела некий дым, служащий им магией. Второй — мир под названием Дыра. Трущобы, населённые простыми людьми. Маги используют Дыру как полигон для своих тренировок, а людей как сырьё, над которым можно ставить эксперименты. Воздух и земля Дыры пропитаны остатками чёрного магического дыма. И вот в один прекрасный день девушка по имени Никайдо, подрабатывая сборщицей трупов в Дыре, находит тело жертвы мага, который впоследствии оказывается живым. Его голова была превращена в морду рептилии, но помимо этого во время превращения он полностью лишился памяти. Кайман (как его назвала Никайдо) во что бы то ни стало решил вернуть потерянные воспоминания и вместе с Никайдо направился в мир магов на поиски того, кто его заколдовал.
Один из важнейших аспектов сюжета — параллельное повествование о двух группировках персонажей, магах и людях. Первые группируются вокруг Эна, умелого дельца, по совместительству мафиозного босса и могущественного мага. Вторые — Кайман, главный герой манги, и Никайдо, второй протагонист. Однако отличительной чертой манги является не наличие этих двух группировок, а то, что они являются врагами. Вместо типичной схемы протагонист-антагонист, автор использует нестандартный приём — как маги, так и люди являются главными персонажами и вызывают симпатию и привязанность читателя, не вызывая при этом обратных чувств по отношению друг к другу.

## Мир Dorohedoro
- Дыра — город, существующий неизвестно где и когда. К магам здесь привыкли и сильно их не любят.
- Ад — параллельное измерение. Место обитания дьяволов и посмертного существования магов. Тесно связано с Миром магов.
- Мир магов находится в параллельном Дыре измерении. Перемещаться из мира в мир без использования магии невозможно. Для путешествий маги используют создаваемые ими двери. Все они носят маски самого разнообразного фасона и дизайна. Маги имеют некоторые физиологические особенности, передаваемые генетически:
  - Во-первых, в организме любого мага есть некий орган, вырабатывающий дым, который и содержит всё их волшебство. От него идут выходные каналы к пальцам рук, а иногда и к горлу. Маг выпускает дым по желанию.
  - Во-вторых, в голове у любого мага есть некое образование, опухоль, выглядящяя как маленький рогатый демон. Пока демон в голове мага цел, его возможно воскресить даже в том случае, если с момента смерти прошло около года.
  - Показателем силы мага является количество выделяемого им дыма. Есть много магов либо неспособных к его выделению, либо выделяющие его в малом количестве; они являются изгоями в Мире магов и вынуждены жить в нищете в самых неблагополучных районах.
  - Распространена торговля дымом. Маг выделяет свой дым в специальную колбу и при её откупоривании дым может использовать любой маг. В частности, широко распространена торговля лечебным дымом. Сдачу дыма можно сравнить со сдачей крови — это может являться способом быстро заработать деньги для малоимущих магов.
  - Широко развита индустрия по увеличению магической силы мага — хирургические операции по расширению дымовых каналов, стимуляция дымообразующих органов, различные терапии и школы магов. Но значительная её часть крайне малоэффективна или же откровенное шарлатанство. Широко распространена торговля наркотиком-стимулятором - чёрным порошком. В отчаянии многие слабые маги отрубают себе руки до кисти или выше, чтобы открыть дымовые каналы и начать выделять дым.
  - В мире магов действует организация Крестоглазых, объединяющая слабых магов — они отличаются татуировкой вокруг глаз в виде крестов. Они занимаются контрабандой наркотика-стимулятора — Чёрного порошка, временно увеличивающего способности мага, но разрушающего его разум, а также скупкой тел мертвых магов. Элита организации специализируется на рукопашном бое с упором на поражение магов в дымообразующие органы, чтобы лишить их возможности использовать способности в бою. За год до начала событий манги лидер крестоглазых был с огромным трудом побежден Эном, который, почти проиграв бой, в отчаянии применил свою сильнейшую технику — Гигантское Грибное Облако — и одержал победу, превратив целый город и его жителей в грибы.

## Персонажи

### Главные персонажи
Кайман (яп. カイマン) — жертва магов, чьё лицо было превращено в морду ящера. Обычно носит чёрный противогаз, чтобы не пугать народ своим лицом. Несмотря на то, что он является главным героем манги, о нём не так уж много известно. Да и сам Кайман не знает даже своего имени («Кайман» придумала для него Никайдо). Целью жизни Каймана стало найти заколдовавшего его мага и вернуть себе память. После превращения в ящера, любая другая магия перестала оказывать на него влияние. Первое время он и Никайдо просто нападали на всех магов в Дыре, оригинальным способом узнавали, нужный ли это маг, а потом убивали их. Когда же маги перестали так часто появляться, Кайман вместе с Никайдо отправились в мир магов, чтобы продолжить поиски.
Сэйю: Ватару Такаги
Никайдо (яп. 二階堂 Никайдо:) — бывшая обитательница мира магов. Близко знакома с одним из дьяволов. Хороша в ближнем бою. Владеет рестораном «Голодный жук», в котором обычно лишь один посетитель — Кайман. Носит хоккейную маску, которую сделал дьявол Асу.
Сэйю: Рэйна Кондо
Син (яп. 心) — юноша родом из Дыры, но унаследовавший от матери магические способности. Когда отца убили местные патрули, Син жестоко отомстил убийцам и навсегда покинул мир людей, став Чистильщиком Эна. Его вид магии — расчленение, используя которое Син может разрубить противника, тем не менее оставив его в живых. Носит с собой столярный молоток со времен, когда он работал в ремонтной мастерской. Маска изображает человеческое сердце. Обычно носит маску задом наперёд правильно надевает маску только когда действует серьезно.
Сэйю: Ёсимаса Хосоя
Ной (яп. 能井) — напарница Сина, Чистильщик с устрашающей силой и ростом, имеющая при этом довольно славную и добродушную личность. Носит синюю кожаную маску, заклеенную скотчем на затылке. Несмотря на её любовь к хорошей драке, Ной обладает магией исцеления. 
Сэйю: Ю Кобаяси
Эн (яп. 煙) — бизнес-магнат в мире магов. Его магия основана на трансформации в грибы в различных вариациях. По роду деятельности — бизнесмен, где только не засветившийся, начиная от фастфудов, заканчивая шоу-бизнесом. В настоящее время зарабатывает продажей «мётел на дыму». Хобби — выращивание грибов, питается только грибами. Он организовал мафиозную группировку, которую называет «семьёй». Из-за большого количества врагов то и дело терпит покушения на себя. Маска закрывает собой рот и нос, выглядит как человеческий рот без губ и кожи на щеках, а также с оголенными зубами.
Сэйю: Кэнъю Хориути
Эбису (яп. 恵比寿) — является ведущим специалистом по ящеротрансформации; её природная магия претерпела изменения из-за постоянного приёма чёрного порошка — стимулятора для магов, в результате чего превращённые ею становятся неуправляемыми маньяками. В одной из первых глав манги Кайман отгрыз ей лицо, из-за чего она теряет рассудок. Носит маску, изображающую человеческий череп.
Сэйю: Мию Томита
Фудзита (яп. 藤田) — изрядно невезучий маг (его магия генерирует взрывы, но дым Фудзита выпускает с огромным трудом), но зато скромный и добрый парень. Его первого напарника Мацумуру убил Кайман, и Фудзита жаждет убить «ящероголового». Затем Эн поручил Фудзите найти Эбису, чтобы узнать с её помощью побольше о Каймане. Фудзита спасает её в прямом смысле выдирая её из пасти Каймана. Имеет маску красного цвета с непропорционально длинным носом.
Сэйю: Кэнго Таканаси
Рису (яп. 栗鼠) — маг, который не может создавать магический дым. Считая себя изгоем в мире магов, он вступил в «Банду крестоглазых», зарабатывая там себе на жизнь. До начала событий манги был убит, но Эн воскрешает его с помощью силы Кикурагэ. Разыскивает человека убившего его. На самом деле, Рису обладает уникальной магией Проклятья (яп. カース), который действует как защитный механизм для его благополучия. Проклятье активируется лишь в случае смерти Рису и преследует убийцу до тех пор, пока не будет убит враг. Рису похож на жнеца, который носит маску в виде скелета с четырьмя глазами. Вокруг него летают цепи с острыми шипами, а сам он благодаря Проклятью может парить над землей. 
Сэйю: Soungdok
Кай (яп. 壊) — босс «Крестоглазых». Безжалостный убийца, цель которого — сильные маги и их дьявольские опухоли.
Айкава (яп. 会川) — загадочный маг, напарник и лучший друг Рису. Всегда беспокоится и переживает за Рису. Носит черную противогазную маску, закрывающую все его лицо.
Ай Коулман (яп. アイ・コールマン Ай Ко:руман) — угрюмый парень из Дыры, который хочет стать магом. 

### Второстепенные персонажи
Профессор Касукабэ (яп. 春日部博士 Касукабэ хакасэ) — врач из Дыры. Владеет лабораторией, где исследует магов и их магию. Выглядит как подросток,  но на самом деле Касукабэ 64 года. Он помолодел из-за опыта, проведенного над ним магом.
Сэйю: Мацухиро Итики
Джонсон (яп. ジョンソン Дзёнсон) — огромный разумный таракан, живущий в канализации. После нападения на Каймана становится домашним питомцем доктора Касукабэ.
Сэйю: Рёхэй Кимура
Вокс (яп. バウクス Баукусу) — врач из дыры. Имеет собственную клинику, в которой Кайман подрабатывал непродолжительное время после своей трансформации.
Сэйю: Хисао Эгава
Асу (яп. アス) / Кавадзири (яп. 川尻) — дьявол, старый друг Никайдо, который ей втайне помогал. За что был наказан главой дьяволов Тидарумой — был низвергнут в обычного мага по имени Кавадзири, коим изначально и являлся.
Сэйю: Ходзуми Года
Тёта (яп. 鳥太 Тё:та) — один из элитных магов семьи Эна. Самый страстный фанат Эна, но из-за фанатизма Тёты Эн ненавидит его и старается держаться от него подальше. Магия Тёты позволяет ему рассеивать чужую магию. Носит чёрную маску с «клювом».
Сэйю: Анри Кацу
Кикурагэ (яп. キクラゲ) — дьявольское животное, которое Эн принял в «семью» из-за очень редкой магии воскрешения. Пока опухоль в виде дьявола в голове мага не повреждена, Кикурагэ может вернуть его к жизни независимо от того, какие повреждения получило тело мага.
Сэйю: Маю Удоно
Индейка (яп. ターキー Та:ки:) — член семьи Эна. Владеет магией, позволяющей ему (ей) создавать живые, но бессловесные копии людей. Копии всегда тянет туда, где находится их оригинал, живой или мёртвый.
Сэйю: Синъитиро Мики
Сё (яп. 消 Сё:) — один из самых сильных и старых членов семьи Эна. Несмотря на это, его никто не помнит, что очень огорчает Сё. В прошлом был Чистильщиком семьи, но уступил это место Сину и Ной. Способности Сё позволяют ему наделять людей и объекты свойством проходить сквозь предметы. Из-за мощи своей магии, он вынужден ограничивать её жезлом, что првращает его магию в магию невидимости. Также может стирать память. 
Мацумура (яп. 松村) — напарник Фудзиты. Был убит Кайманом в первой главе манги. Имеет маску, схожую с маской Фудзиты.
Сэйю: Тору Нара
Тринадцатый (яп. サーティーン Са:ти:н) — обычный парень из Дыры, который часто захаживает в ресторан «Голодный жук», чтобы поесть вкусных пельменей Никайдо.
Сэйю: Юки Кадзи
Тамба (яп. 丹波) — владелец «Ресторана Тамбы», специализирующийся на мясных пирогах. Постоянно ищет новых сотрудников. Трудолюбив и думает о процветании своего бизнеса в первую очередь. Носит меховой костюм и маску медведя. Тип магии ー трансформация.
Сэйю: Тэцу Инада
Кирион (яп. キリオン) — загадочная девушка, работающая в «Ресторане Тамбы». Редко говорит и выглядит серьёзной, но на самом деле сильно переживает за близких ей людей и всегда о них заботится. Испытывает чувства к Тамбе. Кирион носит пушистую маску с длинными черными ушами и меховой костюм.
Фукуяма (яп. 福山) — работник «Ресторана Тамбы». Владеет магией, позволяющей превращать кого и что угодно в мясные пироги. Маска ー шерстяная балаклава.
Сэйю: Такума Тэрасима
Докуга (яп. 毒蛾) — один из пяти генералов банды «Крестоглазых», которые служат непосредственно Боссу. Магия Докуги — ядовитая слюна, которая изолирует его даже от друзей и сдерживает выражение эмоций, таких как гнев или смех, так как любой шальной плевок крайне опасен. Это делает Докугу спокойным, умным и сосредоточенным. Он заботится о своих товарищах и фанатично предан Боссу, которым восхищается. Маска в виде мотылька. 
Тэцудзё (яп. 鉄条 Тэцудзё:) — один из пяти генералов банды «Крестоглазых». Потерял свой правый глаз, защищая Докугу, когда они были детьми. Несмотря на это, прекрасно владеет мечом. Проницателен и находчив, однако временами его вспыльчивость доставляет ему массу неприятностей. Носит маску самурая. 
Садзи (яп. 佐治) — один из пяти генералов банды «Крестоглазых». Выглядит старше своего возраста, но хочет всегда оставаться молодым. Как и все «Крестоглазые», отлично владеет ножами, что делает его серьёзным противником, даже для элитных магов.
Усисимада (яп. 牛島田) — один из пяти генералов банды «Крестоглазых». Невысокий и коренастый, но очень сильный мужчина, которому не составит особого труда согнуть стальные прутья. Усисимада очень дерзкий, он не боится выражать свои чувства. Любит поорать и, как известно, временами бывает довольно бестолковым.
 Тон (яп. 豚) — один из пяти генералов банды «Крестоглазых». Умеет мастерски метать ножи. Самый добродушный из группы, что не делает его менее жестоким к врагам. Испытывает нежные чувства к Нацуки.
Нацуки (яп. 夏木) — одна из членов банды «Крестоглазых». Верит, что «Крестоглазые» борются за то, чтобы сделать мир лучше для магов, которые не могут колдовать. Долгое время думала, что у неё нет магических способностей, но позднее обнаружила, что обладает мощной защитной магией, позволяющей отражать любые атаки. 
Тидарума (яп. チダルマ) — главный дьявол, создатель Ада и мира Магов. На протяжении веков его размеры, внешний вид и стиль одежды менялись. На момент истории носит большую толстовку. Не знает, куда девать своё могущество и постоянно мается ерундой, чтобы заглушить скуку. По этой же причине весьма непредсказуем. Очень любит спать и спит с исключительным комфортом.
Сэйю: Сигэру Тиба

## Медиа

### Манга
Манга Dorohedoro, придуманная и нарисованная Кю Хаясидой, начала публиковаться 30 ноября 2000 года в первом выпуске ежемесячного журнала сэйнэн-манги Spirits Zokan Ikki (в 2003 году переименованного в Monthly Ikki) издательства Shogakukan. 25 сентября 2014 года вышел последний выпуск Monthly Ikki и журнал был закрыт, в связи с чем публикация манги продолжилась с 6 марта 2015 года в журнале Hibana. Спустя два года, 7 августа 2017 года, был прекращён выпуск данного журнала и Dorohedoro была перенесена в ежемесячный журнал сёнэн-манги Monthly Shonen Sunday, в котором её публикация продолжилась с 10 ноября этого же года. Манга завершилась 12 сентября 2018 года на 167-й главе, спустя 18 лет после начала публикации. Всего издательством Shogakukan было выпущено 23 тома-танкобона. Первый том поступил в продажу 30 января 2002 года, последний — 12 ноября 2018 года. Специальная глава, состоящая из 14 страниц, была опубликована 12 февраля 2020 года в Monthly Shonen Sunday, спустя 17 месяцев после финала манги.
На территории США правами на выпуск и цифровое распространение манги обладает издательство Viz Media.

#### Список томов
| №  | Дата публикации     | ISBN                   |
| -- | ------------------- | ---------------------- |
| 01 | 30 января 2002 г.   | ISBN 978-4-0918-8271-4 |
| 02 | 30 сентября 2002 г. | ISBN 978-4-0918-8272-1 |
| 03 | 30 июня 2003 г.     | ISBN 978-4-0918-8273-8 |
| 04 | 30 января 2004 г.   | ISBN 978-4-0918-8274-5 |
| 05 | 30 августа 2004 г.  | ISBN 978-4-0918-8275-2 |
| 06 | 28 февраля 2005 г.  | ISBN 978-4-0918-8276-9 |
| 07 | 28 октября 2005 г.  | ISBN 978-4-0918-8277-6 |
| 08 | 30 мая 2006 г.      | ISBN 978-4-0918-8278-3 |
| 09 | 30 января 2007 г.   | ISBN 978-4-0918-8279-0 |
| 10 | 30 июля 2007 г.     | ISBN 978-4-0918-8280-6 |
| 11 | 29 февраля 2008 г.  | ISBN 978-4-0918-8283-7 |
| 12 | 30 сентября 2008 г. | ISBN 978-4-0918-8284-4 |
| 13 | 29 мая 2009 г.      | ISBN 978-4-0918-8285-1 |
| 14 | 29 января 2010 г.   | ISBN 978-4-0918-8286-8 |
| 15 | 30 ноября 2010 г.   | ISBN 978-4-0918-8287-5 |
| 16 | 28 октября 2011 г.  | ISBN 978-4-0918-8288-2 |
| 17 | 28 сентября 2012 г. | ISBN 978-4-0918-8605-7 |
| 18 | 28 июня 2013 г.     | ISBN 978-4-0918-8625-5 |
| 19 | 30 июня 2014 г.     | ISBN 978-4-0918-8656-9 |
| 20 | 30 сентября 2015 г. | ISBN 978-4-0918-8684-2 |
| 21 | 30 сентября 2016 г. | ISBN 978-4-0918-8689-7 |
| 22 | 30 июня 2017 г.     | ISBN 978-4-0918-8692-7 |
| 23 | 12 ноября 2018 г.   | ISBN 978-4-0918-8693-4 |

### Аниме
Об адаптации манги в формат аниме-сериала было объявлено 9 ноября 2018 года в журнале Monthly Shonen Sunday. Его производством занялась студия MAPPA, на должность режиссёра был назначен Юитиро Хаяси, сценаристом стал Хироси Сэко, дизайнером персонажей — Томохиро Киси, а композитором — R.O.N из группы (K)now Name. Аниме-сериал транслировался с 12 января по 29 марта 2020 года на телеканале Tokyo MX. Открывающая музыкальная тема — «Welcome to Chaos», закрывающие — «Who am I?» (1—2, 7 серии), «Night SURFING» (3—4 серии), «D.D.D.D.» (5—6 серии), «Strange Meat Pie» (8—9 серии), «SECONDs FLY» (10—11 серии) и «404» (12 серия); все они исполнены группой (K)now Name. 17 июня 2020 года в комплекте со вторым Blu-ray Disc аниме-сериала были выпущены шесть короткометражных серий в формате OVA, продолжительность которых составляет пять минут.
За пределами Японии аниме-сериал транслируется на стриминговом сервисе Netflix с 28 мая 2020 года.
9 января 2024 года состоялся анонс продолжения в формате сериала для стриминга. 12 января 2025 года стало известно, что продолжение будет выпущено в виде второго сезона, премьера которого запланирована на этот же год.

## Приём

### Манга
В декабре 2019 года манга вместе с сериями Umimachi Diary Акими Ёсиды и Poe no Ichizoku: Unicorn Мото Хагио заняла девятое место в ежегодном рейтинге Kono Manga wo Yome!.

### Награды и номинации аниме
| Год  | Награда                  | Результат | Категория               | Номинант                 | Прим.  |
| ---- | ------------------------ | --------- | ----------------------- | ------------------------ | ------ |
| 2021 | Anime Trending Awards    | 5-е место | Лучшие пейзажи и визуал | Dorohedoro               | [ 55 ] |
| 2021 | Crunchyroll Anime Awards | Номинация | Аниме года              | Dorohedoro               | [ 56 ] |
| 2021 | Crunchyroll Anime Awards | Номинация | Лучшее фэнтези          | Dorohedoro               | [ 56 ] |
| 2021 | Crunchyroll Anime Awards | Номинация | Лучший антагонист       | Эн                       | [ 56 ] |
| 2021 | Crunchyroll Anime Awards | Номинация | Лучший женский персонаж | Ной                      | [ 56 ] |
| 2021 | Crunchyroll Anime Awards | Номинация | Лучший мужской персонаж | Кайман                   | [ 56 ] |
| 2021 | Crunchyroll Anime Awards | Номинация | Лучший эндинг           | «D.D.D.D» от (K)now Name | [ 56 ] |